# Tổng kho Long Bình

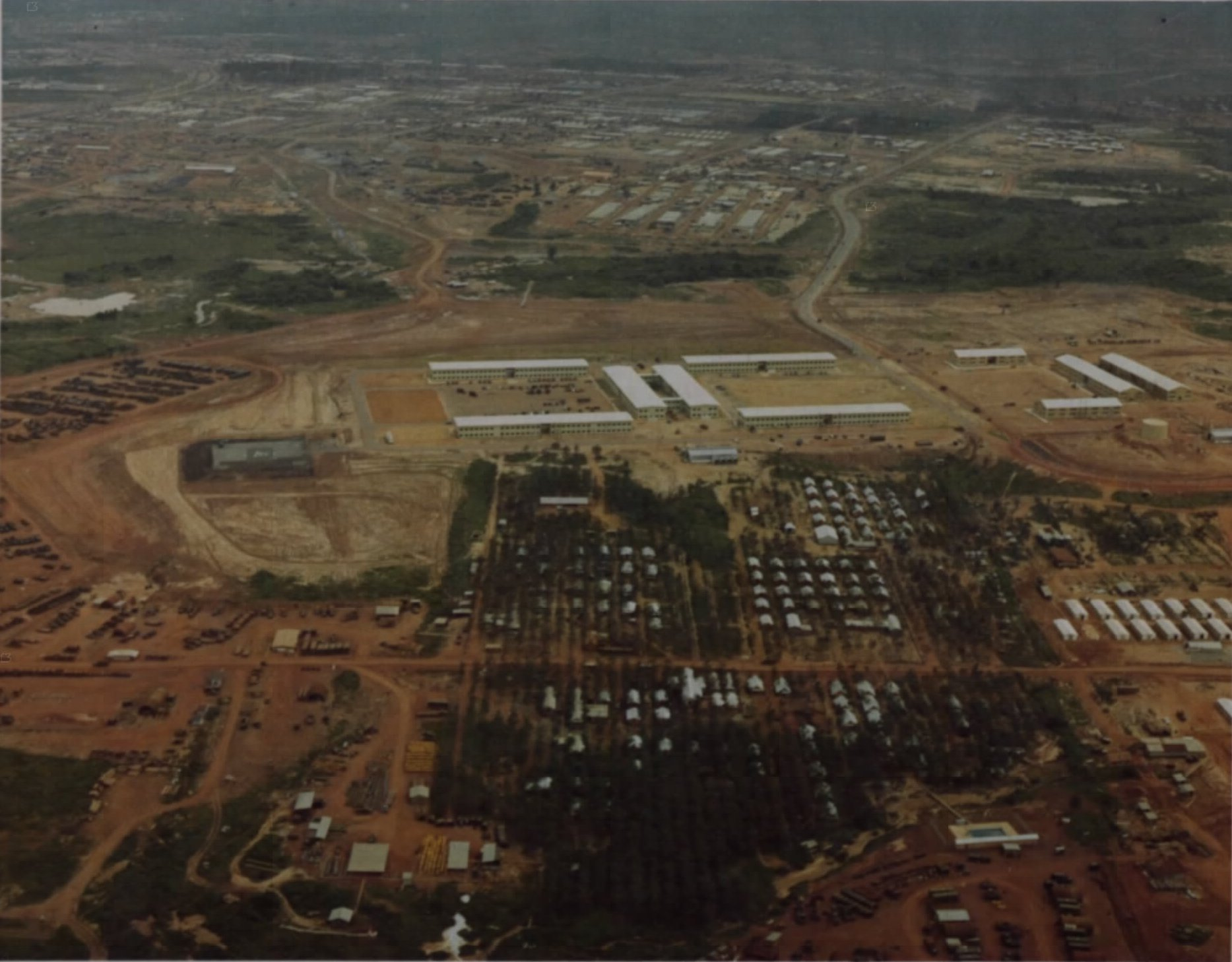
Kho vũ khí được Mỹ xây dựng từ giữa năm 1965

Tổng kho Long Bình là một kho vũ khí nằm ở Biên Hòa, Đồng Nai, được Mỹ xây dựng từ giữa năm 1965. Tổng kho Long Bình có diện tích khoảng 24 km², nằm cách Sài Gòn khoảng 20 km về phía đông, cách thành phố Biên Hoà khoảng 7 km. Tổng kho Long Bình là nơi đặt Bộ tư lệnh dã chiến II và Bộ tư lệnh Hậu cần số 1 của Mỹ, nơi đây cũng là kho bom, đạn lớn của Mỹ ở miền Nam Việt Nam. Ngày 28 tháng 10 năm 1966, nơi đây từng diễn ra cuộc tập kích đầu tiên của bộ đội đặc công tỉnh Biên Hòa (mật danh U1) vào kho chứa vũ khí của Quân đội Mỹ ở miền Nam Việt Nam.

## Thiết kế
Tổng kho Long Bình được xây dựng để phòng thủ một cách rất chặt chẽ, xung quanh được bao bọc từ 7 đến 12 lớp rào kẽm gai, kết hợp gài mìn và lựu đạn. Những lô cốt tiền duyên đặt cách nhau từ 30 mét đến 40 mét, chúng nằm cách lớp rào cuối cùng từ 40 mét đến 50 mét. Rất nhiều tuyến hào nối các lô cốt, đường đi, lối lại ngang dọc, hai bên đường đều rải hàng rào kẽm gai ở bên trong.
Trong tổng kho có hai khu kho quan trọng là khu kho Đồi 50 và Đồi 53. Kho Đồi 53 có rộng 3,75 km² có 18 dãy nhà kho với khoảng 200 gian kho, được chia làm 3 khu, mỗi khu có 6 dãy, mỗi dãy cách nhau 100 mét và khoảng cách của những nhà kho đặt cách nhau 60 mét. Nhà kho xây hình khối chữ nhật (30m x 25m x 5,5m), cửa thép có khóa sắt và những ụ đất dày từ 4 mét đến 5 mét ở xung quanh.

## Lịch sử và vị trí
Nhằm phục vụ cho chiến lược "Chiến tranh cục bộ" với cường độ ngày một cao, vào giữa thập niên 60 của thế kỷ trước người Mỹ đã tiến hành xây dựng một Tổng kho cấp chiến lược ở khu vực Long Bình và được gọi là Tổng kho Long Bình.
Nằm cách Sài Gòn 20 km và cách Biên Hòa 7 km, Tổng kho Long Bình có diện tích khoảng 24 km² mặt đất nhưng có hệ thống đường hầm ngầm nhiều ngõ ngách với diện tích khoảng 300 km² (Diện tích hầm ngầm chưa được kiểm chứng), hiện nay thuộc thành phố Biên Hòa, tỉnh Đồng Nai.
Hiện nay, kho Long Bình nằm trong Trung đoàn 31 - Trung đoàn anh hùng - thuộc Sư đoàn 309, Quân đoàn 4. Mặt phía tây, tây nam giáp Khu công nghiệp Biên Hòa 2, Khu công nghiệp AMATA, siêu thị Big C. Phía Bắc là tiểu đoàn trực chiến (cũng thuộc trung đoàn 309), Lữ đoàn Tăng - Thiết giáp. Phía đông là hướng ra Vũng Tàu, gần đó là Trường Sĩ quan Lục quân 2.
Bao gồm rất nhiều khu kho riêng biệt và được bảo vệ hết sức cẩn mật với hàng chục phân kho. Mỗi phân kho bao gồm hàng chục dãy nhà kho cả nổi cả chìm tùy theo loại hàng hóa mà nó chứa trong đó. Riêng kho đạn được xây dựng bằng nhiều đường hầm với hàng trăm kho, nhiều cửa thép được khóa bằng phần mềm và phần cứng, phối hợp với nhau rất kiên cố. Tổng kho cấp chiến lược ngoài hàng hoá và vũ khí còn có ngoại tệ và tài nguyên như vàng, bạc, niken....